# Lilo & Stitch (2025)
Lilo & Stitch is een Amerikaanse komische sciencefictionfilm uit 2025, geregisseerd door Dean Fleischer Camp. De film is een liveaction remake van de gelijknamige film uit 2002.

## Verhaal
De film volgt een eenzaam meisje genaamd Lilo die de hondachtige-alien Stitch vindt en met hem een speciale band creëert. Stitch is in een lab ontworpen met de kracht om te vernietigen en wordt achtervolgd door aliens om gevangen te worden.

## Rolverdeling
| acteur              | personage              | opmerking | Nederlandse stem    |
| ------------------- | ---------------------- | --------- | ------------------- |
| Maia Kealoha        | Lilo Pelekai           |           | Aysïa-Mae Wijnaldum |
| Sydney Agudong      | Nani Pelekai           |           | Ina Seidou          |
| Chris Sanders       | Stitch                 | stemrol   | Bob van der Houven  |
| Zach Galifianakis   | Dr. Jumba Jookiba      |           | Jelle Amersfoort    |
| Billy Magnussen     | agent Wendell Pleakley |           | Enzo Coenen         |
| Courtney B. Vance   | Cobra Bubbles          |           | Dennis Rudge        |
| Amy Hill            | Tūtū                   |           | Nurlaila Karim      |
| Tia Carrere         | mevrouw Kekoa          |           | Cystine Carreon     |
| Kaipo Dudoit        | David Kawena           |           | Keanu Visscher      |
| Hannah Waddingham   | Grand Councilwoman     | stemrol   | Joanne Telesford    |
| Jason Scott Lee     | manager van Lūʻau      |           |                     |
| Celia Kenney        | AJ                     |           |                     |
| Blake La Benz       | Kumu Hula              |           |                     |
| Emery Hookano-Briel | Mertle Edmonds         |           |                     |
| Mike Mitchell       | Hammerhead Guard       | stemrol   |                     |

## Achtergrond

### Ontwikkeling
In oktober 2018 maakte Walt Disney Pictures bekend te werken aan een liveaction remake van de animatiefilm Lilo & Stitch uit 2002. In juli 2022 werd bekendgemaakt dat Dean Fleischer Camp was aangenomen om de film te regisseren. Het scenario van de film werd oorspronkelijk geschreven door Mike Van Waes, in februari 2023 werd Chris Kekaniokalani Bright echter aangesteld om het scenario te herschrijven.
Met de aankondiging van de film gingen meteen geruchten rond dat Chris Sanders, die de stem van Stitch in de originele animatiefilm verzorgde, terug zou keren. Sanders beweerde in september 2022 echter dat hij nog niet door Disney benaderd zou zijn. In april 2023 werd zijn terugkeer bevestigd. Andere hoofdrollen zouden vertolkt gaan worden door acteurs die niet in de originele film te zien waren, waaronder Zach Galifianakis, Billy Magnussen, Maia Kealoha en Courtney B. Vance.
Voor de rol van David Kawena was oorspronkelijk acteur Kahiau Machado aangenomen. Dit zorgde in eerste instantie al voor controverse, omdat men vond dat Disney hiermee aan 'whitewashing' deed omdat Machado een lichtere huidskleur heeft dan het originele animatiepersonage. Nadat internetgebruikers ontdekten dat Machado eerder racistische opmerkingen had gemaakt via zijn sociale media, werd hij door Disney ontslagen en vervangen door acteur Kaipo Dudoit.

### Productie
Oorspronkelijk zouden de opnames op 13 maart 2023 van start gaan in Oahu, Hawaï. Deze datum werd later verschoven naar 17 april 2023.
Op 16 april 2023 brak er echter een brand uit in een trailer in het basiskamp van de film in Haleiwa, hierbij werd er voor ongeveer 200.000 Amerikaanse dollar aan schade aangericht. In de trailer werden kostuums voor de eerste drie weken voor het filmen opgeslagen. De politie van Honolulu classificeerde het als brandstichting met voorbedachten rade en opende naar aanleiding daarvan een onderzoek. Hierdoor werden de opnames voor een tweede keer uitgesteld; de opnames gingen vervolgen op 1 mei 2023 van start. In juli werden de opnames echter weer tijdelijk stilgelegd wegens de SAG-AFTRA-staking van 2023. Uiteindelijk vonden de resterende opnames plaats van februari tot en met maart 2024.

## Marketing
Op 9 augustus 2024 werden de eerste bewegende beelden van de CGI-liveaction Stitch gedeeld tijdens het D23 evenement. In november datzelfde jaar volgde een eerste teaser trailer. Net als met de originele animatiefilm maakt Disney ook deze keer reclame met Stitch door hem in andere lopende Disney-projecten af te beelden; zo verscheen op 27 november 2024 een nieuwe poster van Stitch met een Kakamora, van de destijds net uitgebracht film Vaiana 2, in zijn mond. Op 18 december 2024, op de dag dat Mufasa: The Lion King werd uitgebracht in de bioscopen, werd er een nieuwe poster uitgebracht waarin niet Simba maar Stitch door Rafiki in de lucht gehouden wordt.

## Release en ontvangst
Oorspronkelijk werd de film aangekondigd als een film die exclusief op streamingdienst Disney+ te zien zou zijn. In augustus 2024 werd echter bekend dat de film niet exclusief voor Disney+ zou zijn en toch in de bioscopen uitgebracht zou worden.
Lilo & Stitch ging op 17 mei 2025 in première in het El Capitan Theatre in Los Angeles. De film werd door distributeur Walt Disney Studios Motion Pictures wereldwijd uitgebracht, in de Verenigde Staten verscheen de film op 23 mei 2025 in de bioscopen. De film werd door recensenten in het algemeen gemengd tot positief ontvangen. Op Rotten Tomatoes heeft de film een score van 72% op basis van 213 beoordelingen. Metacritic komt op een score van 53/100, gebaseerd op 37 beoordelingen.
Nog voordat de film de bioscopen uit was, werd door Disney op 26 juni 2025 bekend gemaakt dat ze al bezig zijn met het ontwikkelen van een vervolgfilm.

### Kassaopbrengsten
Lilo & Stitch ging in de Amerikaanse bioscopen in première naast Mission: Impossible – The Final Reckoning met de verwachting van een bruto-opbrengst in het vierdaagse Memorial Day-openingsweekend van 120 miljoen Amerikaanse dollars in 4410 bioscopen. De film bracht uiteindelijk 183 miljoen dollar op in zijn openingsweekend en eindigde daarmee op de eerste plaats aan de kassa. Op 26 mei 2025 had de film, samen met de opbrengst van 258,7 miljoen dollar in de andere gebieden, een totale opbrengst van 452 miljoen dollar.